# Pergi járás
A Pergi járás Ausztriában, Felső-Ausztria tartományban található. Pergi járás Zwettli, Melki, Amstetteni, Linzvidéki, Linz, Urfahrkörnyéki és Freistadti járásokkal határos. Lakosainak száma 69 827 fő (2022. január 1.).

## A járáshoz tartozó települések
- Allerheiligen im Mühlkreis
- Arbing
- Bad Kreuzen
- Baumgartenberg
- Dimbach
- Grein
- Katsdorf
- Klam
- Langenstein
- Luftenberg an der Donau
- Mauthausen
- Mitterkirchen im Machland
- Münzbach
- Naarn im Machlande
- Pabneukirchen
- Perg
- Rechberg
- Ried in der Riedmark
- Saxen
- Schwertberg
- Sankt Georgen am Walde
- Sankt Georgen an der Gusen
- Sankt Nikola an der Donau
- Sankt Thomas am Blasenstein
- Waldhausen im Strudengau
- Windhaag bei Perg